# شاين أوبراين
شاين أوبراين هو لاعب هوكي الجليد كندي، ولد في 9 أغسطس 1983 في بورت هوب في كندا.

## وصلات خارجية
- شاين أوبراين على موقع دوري الهوكي الوطني (الإنجليزية)
- شاين أوبراين على موقع قاعة مشاهير الهوكي (لاعب أن.إتش.أل) (الإنجليزية)
- شاين أوبراين على موقع EliteProspects.com (الإنجليزية)
- شاين أوبراين على موقع HockeyDB.com (الإنجليزية)
- شاين أوبراين على موقع Hockey-Reference.com (الإنجليزية)